# Acanthophyllum mikeschinianum
Acanthophyllum mikeschinianum är en nejlikväxtart som beskrevs av D.Kh. Yukhananov och V.B. Kuvaev. Acanthophyllum mikeschinianum ingår i släktet Acanthophyllum och familjen nejlikväxter. Inga underarter finns listade i Catalogue of Life.